# Bogdan Wołkowski

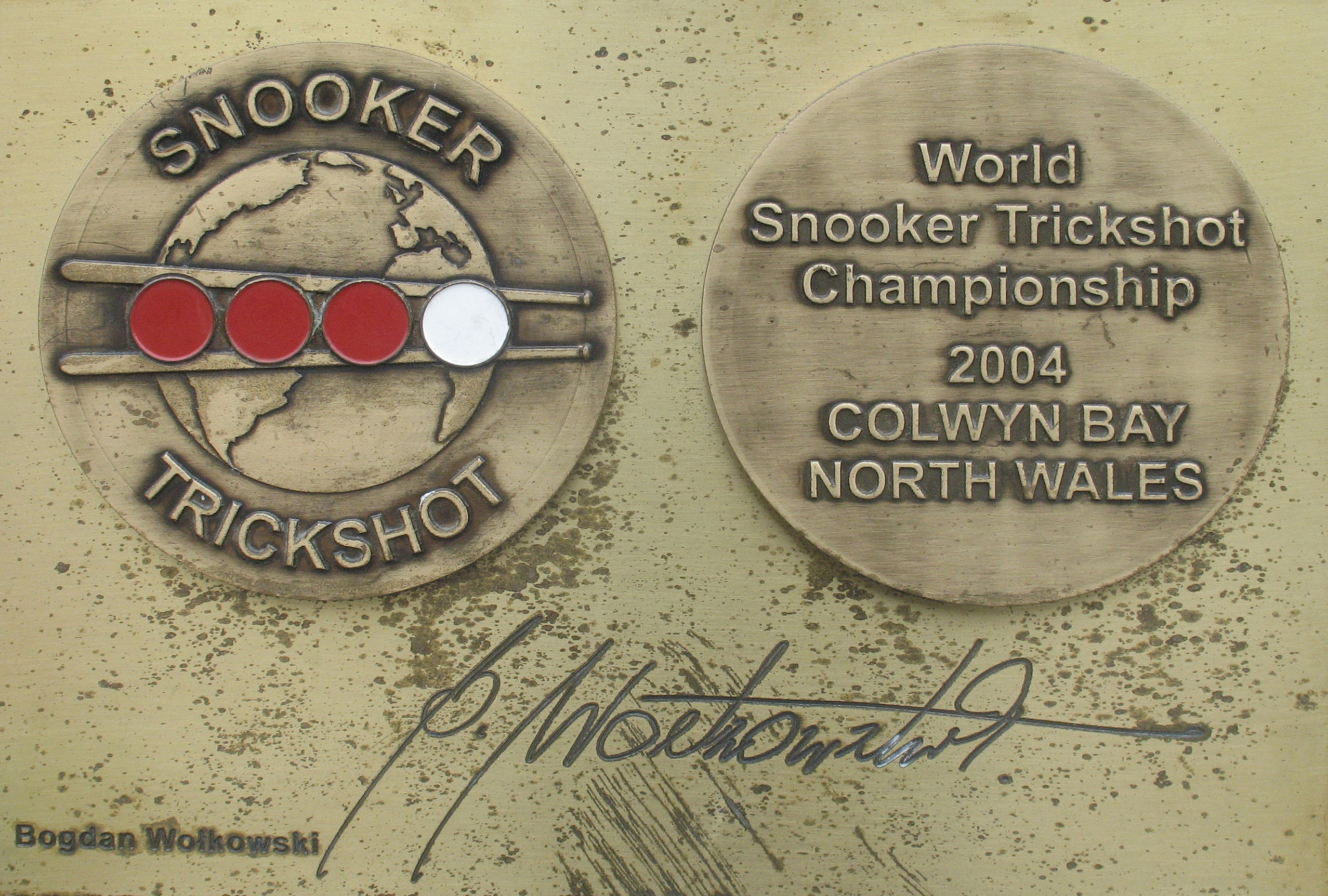
Kopia medalu i autograf B. Wołkowskiego
w Alei Gwiazd Sportu w Dziwnowie

Bogdan Wołkowski (ur. 1957 w Kostuchnie) – polski mistrz trików bilardowych i snookerowych.
6-krotny mistrz świata w trikach snookerowych (1999–2004), 5-krotny mistrz świata w trikach pool-bilardowych (1998–2000, 2004, 2008), 2-krotny mistrz świata (2000–2001) i Europy (2001–2002) w trikach artystycznych. 4-krotny mistrz Polski.
Jest nie tylko wykonawcą, ale również twórcą wielu pokazowych zagrań.

## Osiągnięcia
- 2008 – I miejsce – MŚ Trickshot Pool Masters (USA, Las Vegas)
- 2006 – III miejsce – MŚ Trickshot Pool Masters (Holandia)
- 2006 – II miejsce – MŚ Trickshot Snooker (Anglia)
- 2005 – II miejsce – MŚ Trickshot Pool Masters
- 2005 – III miejsce – MŚ Trickshot Snooker
- 2004 – I miejsce – MŚ Trickshot Pool Masters (Holandia)
- 2004 – I miejsce – MŚ Trickshot Snooker (Anglia)
- 2004 – II miejsce – ME Pool Billiard Artistic (Rosja)
- 2003 – II miejsce – MŚ Trickshot Pool Masters (Holandia)
- 2003 – VIII miejsce – MŚ Pool Billiard Artistic (Ukraina)
- 2003 – I miejsce – MŚ Trickshot Snooker (Anglia)
- 2002 – I miejsce – ME Pool Billiard Artistic (Polska)
- 2002 – III miejsce – MŚ Trickshot Pool Masters (Anglia)
- 2002 – I miejsce – MŚ Trickshot Snooker (Szkocja)
- 2002 – VI miejsce – MŚ Pool Billiard Artistic (Niemcy)
- 2001 – I miejsce – MŚ Trickshot Snooker (Szkocja)
- 2001 – VII miejsce – MŚ Pool Billiard Artistic (USA)
- 2001 – I miejsce – MŚ Pool Billiard Artistic dyscyplina "Masse Shot"
- 2001 – III miejsce – ME Pool Billiard Artistic (Ukraina)
- 2001 – I miejsce – ME Pool Billiard Artistic (USA)
  - dyscypliny "Trick and Fancy Shot" i Masse Shot"
- 2000 – I miejsce – MŚ Trickshot Pool Masters (Anglia)
- 2000 – I miejsce – MŚ Trickshot Snooker (Szkocja)
- 2000 – I miejsce – MŚ Pool Billiard Artistic (USA)
- 1999 – I miejsce – MŚ Trickshot Pool Masters (Anglia)
- 1999 – I miejsce – MŚ Trickshot Snooker (Szkocja)
- 1998 – I miejsce – MŚ Trickshot Pool Masters (Anglia)
- 1997 – I miejsce – MP Trickshot Pool (Polska)
- 1997 – I miejsce – mistrzostwa Polski w trikach bilardowych
- 1996 – I miejsce – mistrzostwa Polski w trikach bilardowych
- 1995 – I miejsce – mistrzostwa Polski w trikach bilardowych